# Comuna Secuieni, Harghita
Secuieni (în maghiară Újszékely) este o comună în județul Harghita, Transilvania, România, formată din satele Bodogaia, Eliseni și Secuieni (reședința).

## Așezare
Comuna Secuieni este situată în partea sud-vestică a județului Harghita, la limita cu județul Mureș, având ca vecini la est orașul Cristuru Secuiesc, la sud-vest comuna Vânători iar în partea de nord comuna Săcel. Este străbătută de râul Târnava Mare.

## Demografie
Componența etnică a comunei Secuieni
     Maghiari (87,03%)
     Romi (6,87%)
     Români (2,25%)
     Alte etnii (3,84%)
Componența confesională a comunei Secuieni
     Reformați (54,34%)
     Unitarieni (23,16%)
     Romano-catolici (7,61%)
     Ortodocși (3,92%)
     Penticostali (2,44%)
     Fără religie (2,25%)
     Alte religii (2,22%)
     Necunoscută (4,06%)
Conform recensământului efectuat în 2021, populația comunei Secuieni se ridică la 2.707 locuitori, în creștere față de recensământul anterior din 2011, când fuseseră înregistrați 2.644 de locuitori. Majoritatea locuitorilor sunt maghiari (87,03%), cu minorități de romi (6,87%) și români (2,25%). Din punct de vedere confesional, majoritatea locuitorilor sunt reformați (54,34%), cu minorități de unitarieni (23,16%), romano-catolici (7,61%), ortodocși (3,92%), penticostali (2,44%) și fără religie (2,25%), iar pentru 4,06% nu se cunoaște apartenența confesională.

## Politică și administrație
Comuna Secuieni este administrată de un primar și un consiliu local compus din 11 consilieri. Primarul, Ottó Szabó[*],  politician independent, este în funcție din 1 noiembrie 2024. Începând cu alegerile locale din 2024, consiliul local are următoarea componență pe partide politice:
|  | Partid                                 | Consilieri | Componența Consiliului | Componența Consiliului | Componența Consiliului | Componența Consiliului | Componența Consiliului | Componența Consiliului | Componența Consiliului | Componența Consiliului |
|  | -------------------------------------- | ---------- | ---------------------- | ---------------------- | ---------------------- | ---------------------- | ---------------------- | ---------------------- | ---------------------- | ---------------------- |
|  | Uniunea Democrată Maghiară din România | 8          |                        |                        |                        |                        |                        |                        |                        |                        |
|  | Partidul Mișcarea Populară             | 2          |                        |                        |                        |                        |                        |                        |                        |                        |
|  | Partidul Phralipe al Romilor           | 1          |                        |                        |                        |                        |                        |                        |                        |                        |

## Scurt istoric
Săpăturile arheologice făcute de-a lungul timpului pe teritoriul satelor din actuala comună Secuieni aduc dovezi materiale ale unor locuiri încă din cele mai vechi timpuri, astfel în satul Eliseni, în locul numit "Öcsvere" s-au descoperit materiale ceramice din eneolitic, preistorice și din secolul al IV-lea. În anul 1973, cu ocazia perieghezei efectuate de Demeter Károli în apropierea pârâului Eliseni s-au descoperit fragmente ceramice neolitice, unele aparținând culturii Wietenberg, altele din epoca bronzului târziu. Epoca dacică este reprezentată de material ceramic format din fragmente de buze ale unor vase de provizii cu benzi de linii incizate și brâuri, iar epoca bronzului printr-un pumnal și un celt de bronz descoperite pe teritoriul localității.
Materiale formate din fragmente ceramice, fusoiale, așchii de piatră s-au descoperit între pâraiele "Szilas" și "Gyulai" de pe teritoriul satului Secuieni, materiale atribuite neoliticului și aparținând culturilor Criș și Coțofeni. La marginea nord-estică a satului, cu prilejul perieghezei din anul 1987, efectuată de Benkó Elek, s-au găsit un fragment de cahlă și fragmente ceramice din epoca arpadiană, din secolul al XIV-lea și secolul al XVII-lea.

## Economie
Economia comunei este una predominant agricolă, bazată pe cultura plantelor și creșterea animalelor.

## Atracții turistice
- Biserica unitariană din Secuieni (monument istoric)
- Biserica unitariană din Bodogaia (monument istoric)
- Biserica de lemn din Bodogaia (monument istoric)
- Biserica reformată din Eliseni

## Imagini

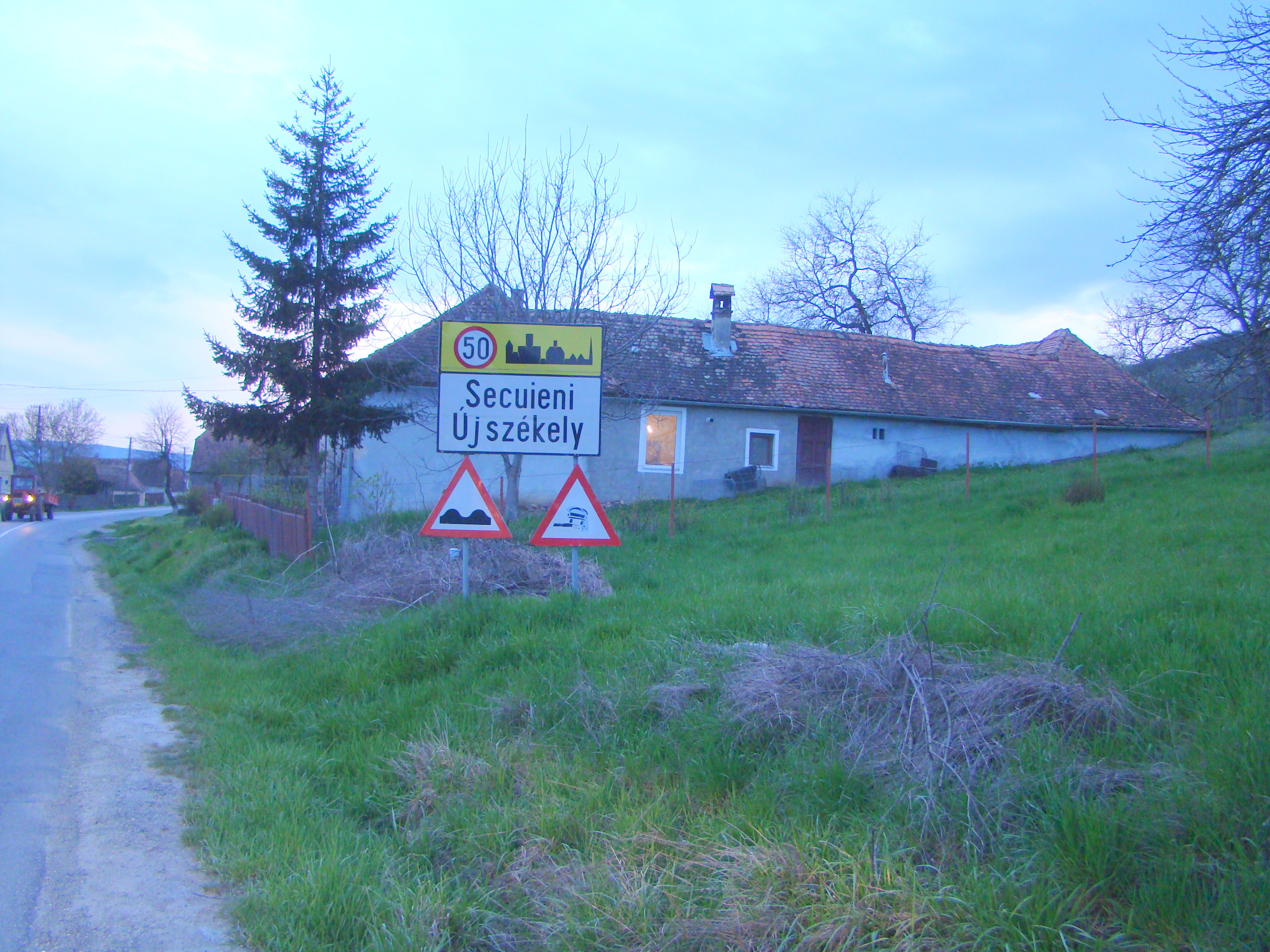
Intrarea în satul Secuieni
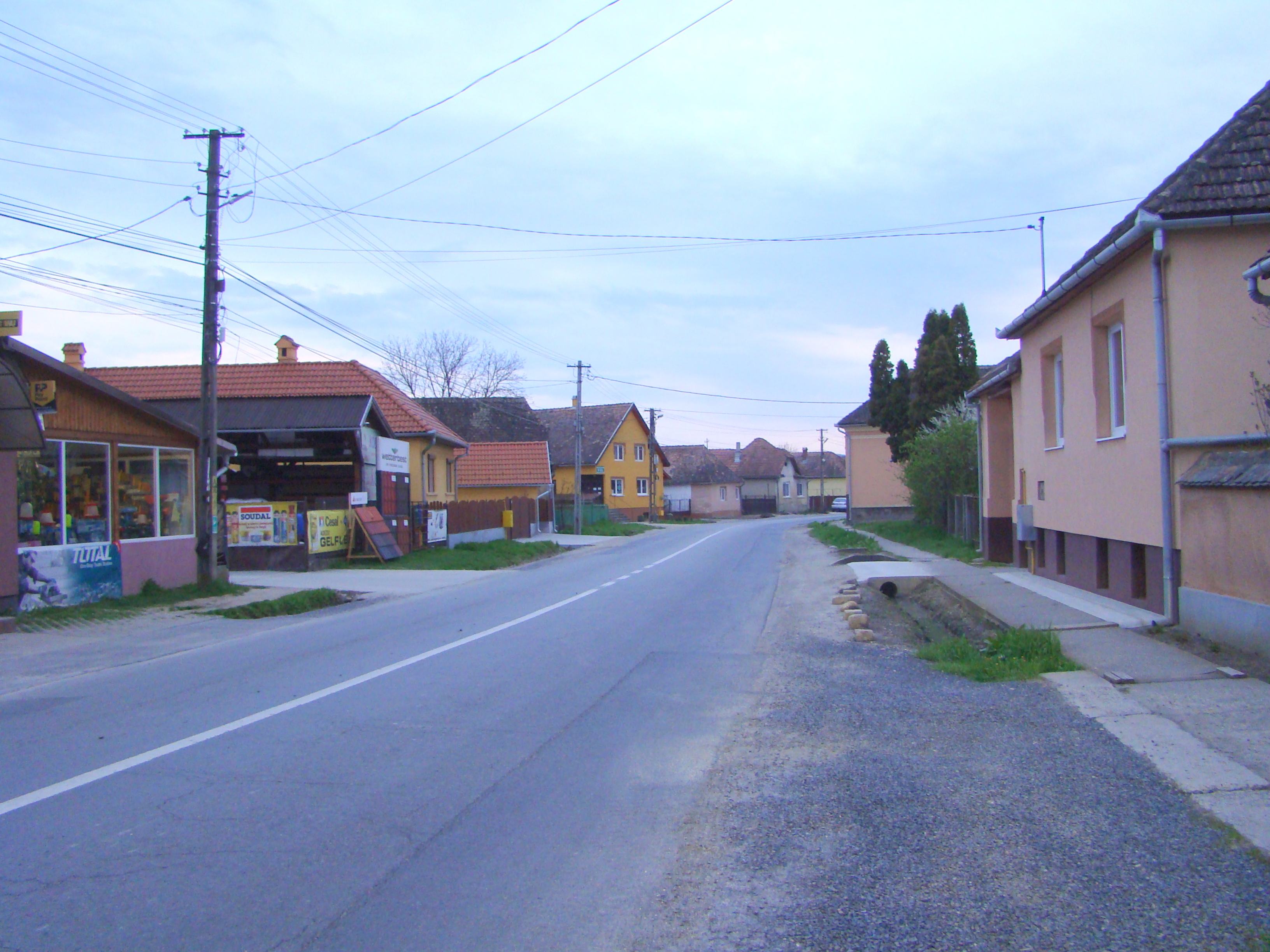
Secuieni
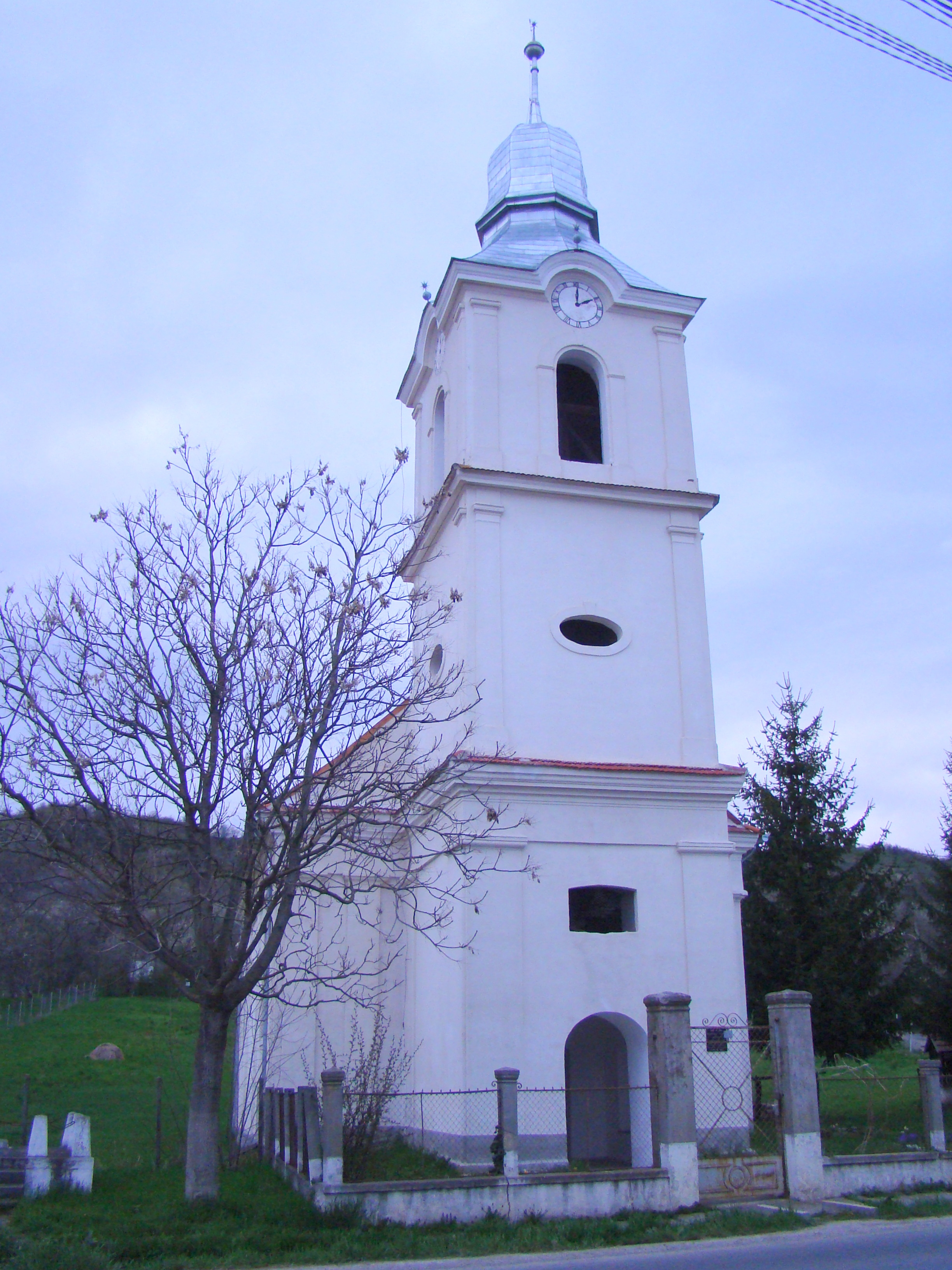
Biserica reformată
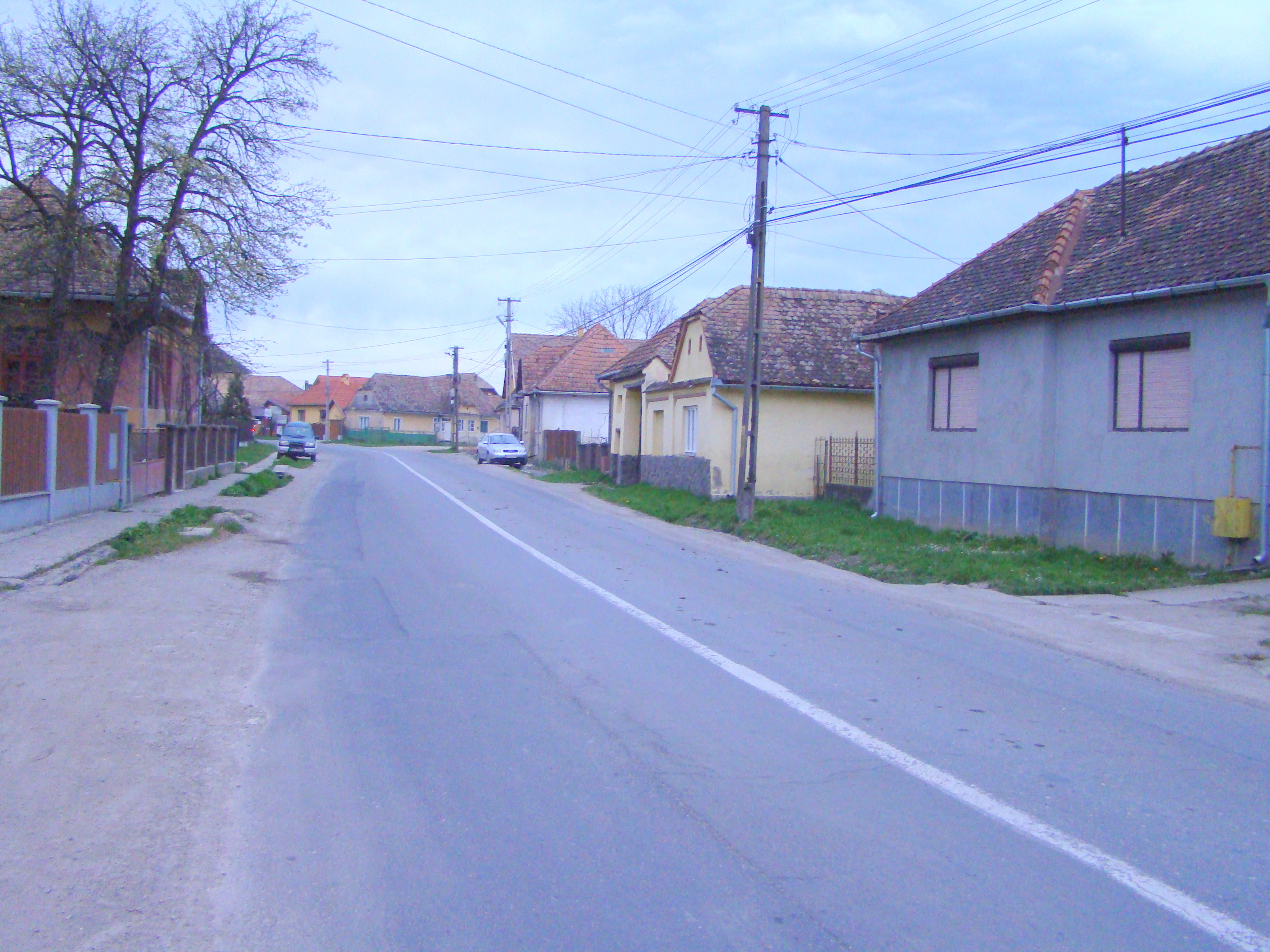
Secuieni
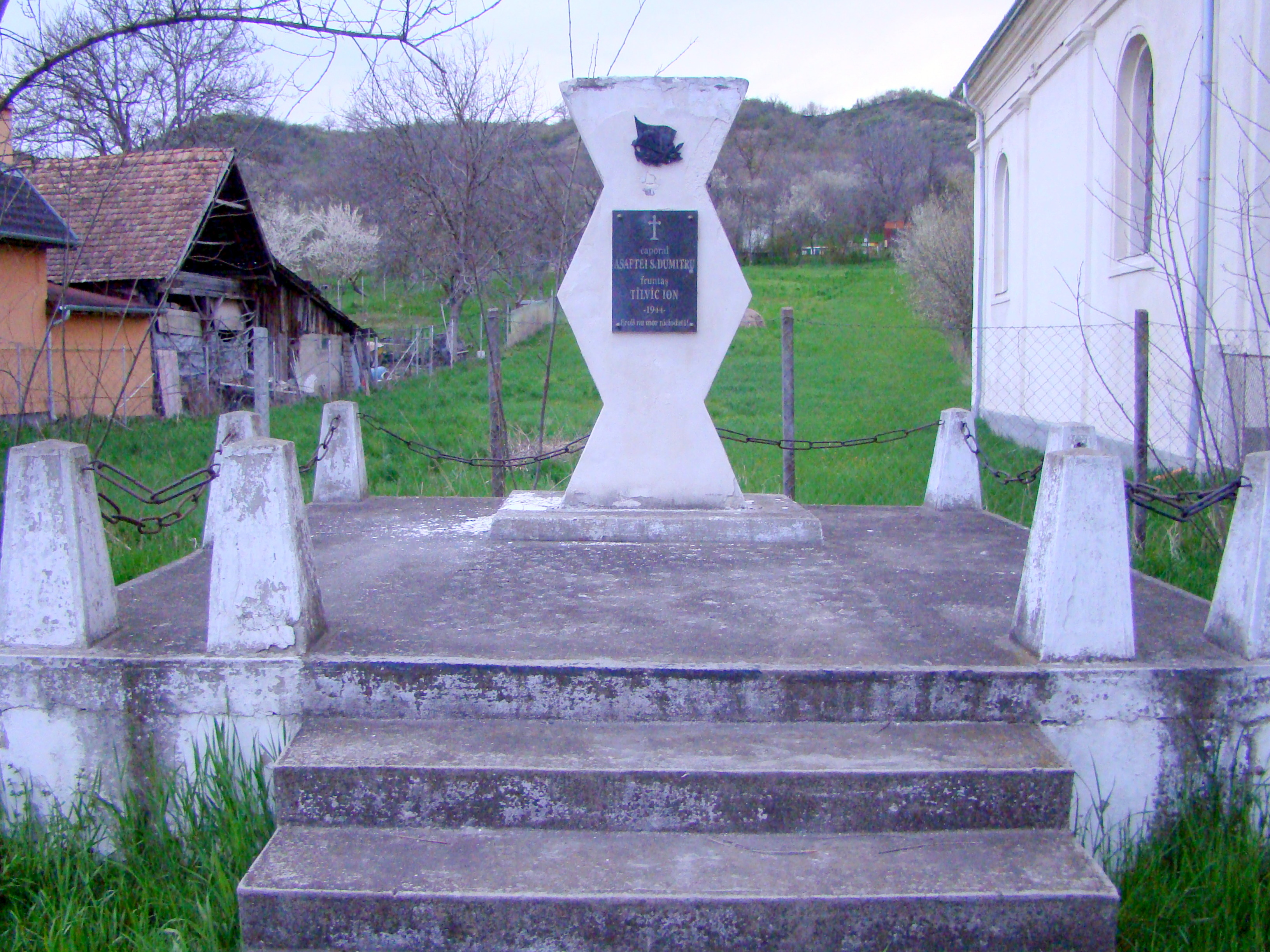
Monument al eroilor
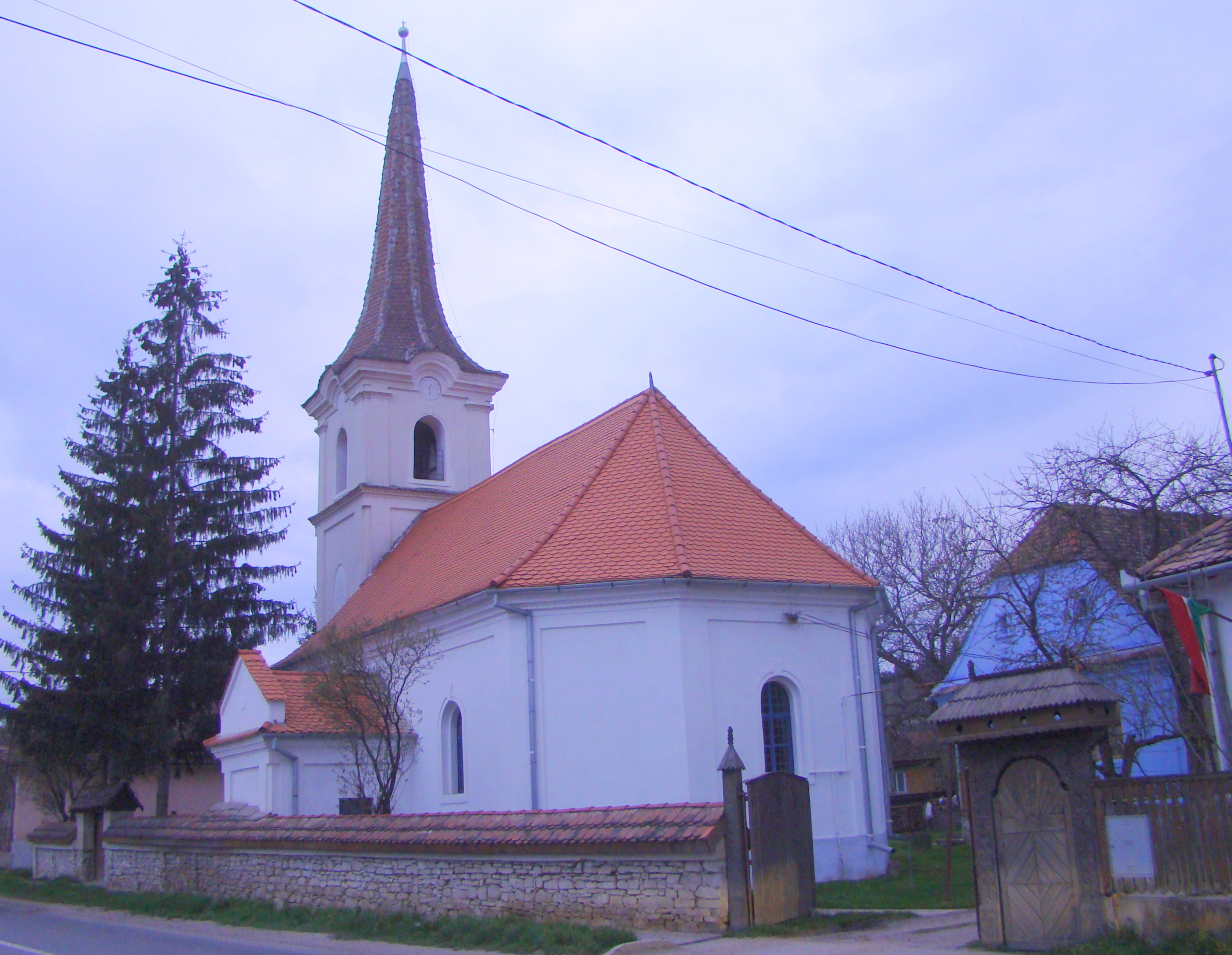
Biserica unitariană (monument istoric)
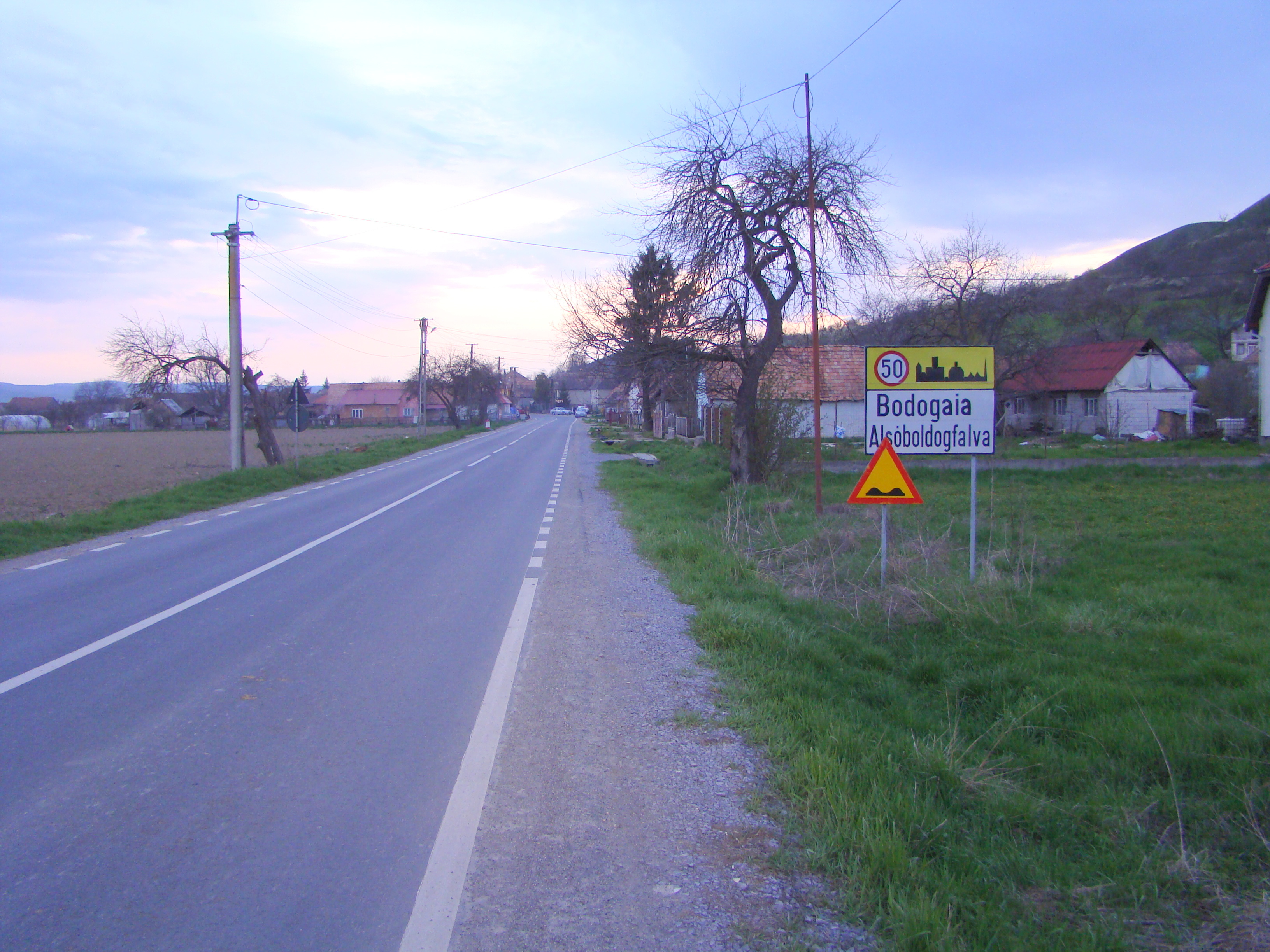
Intrarea în satul Bodogaia
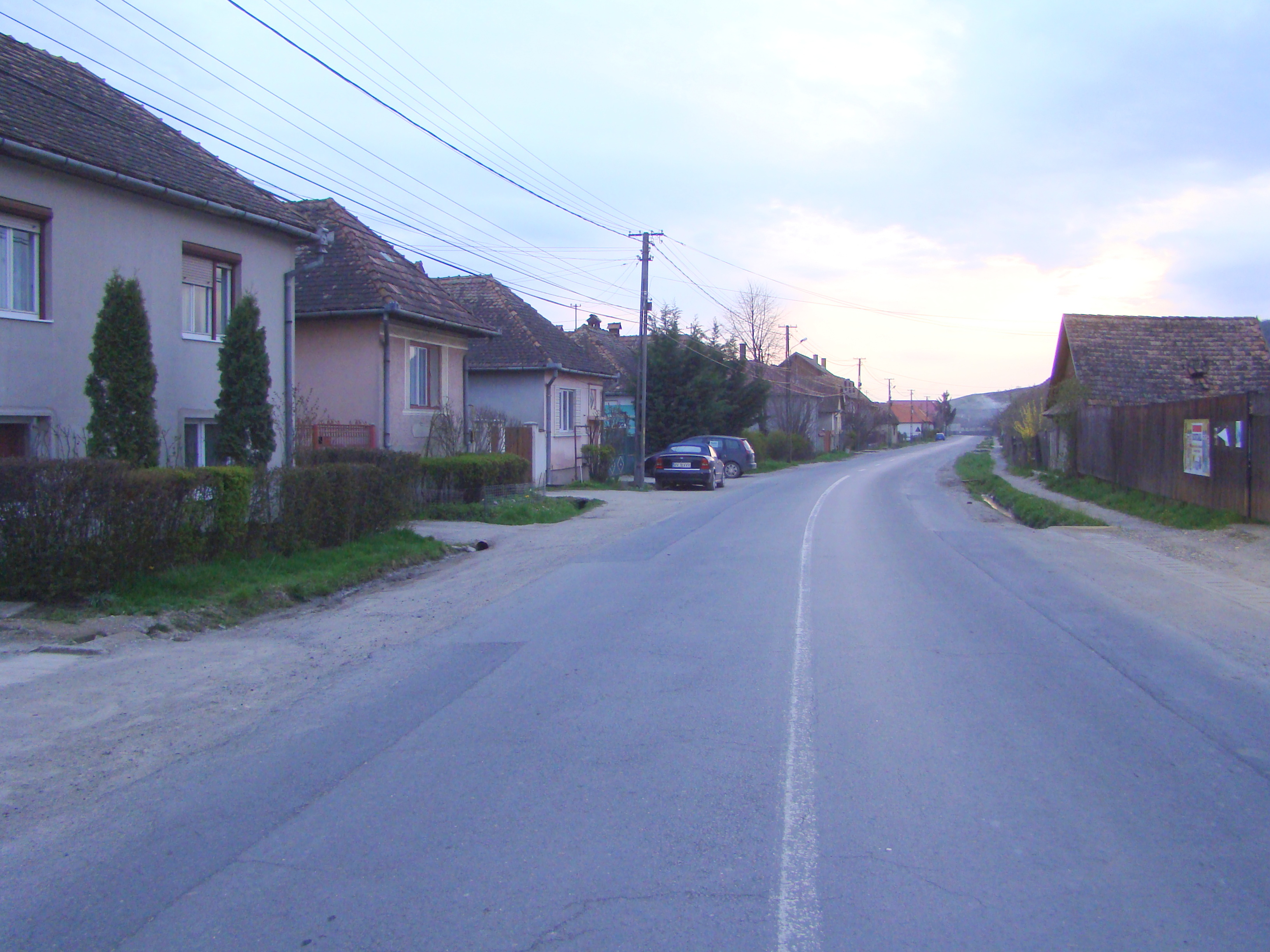
Bodogaia
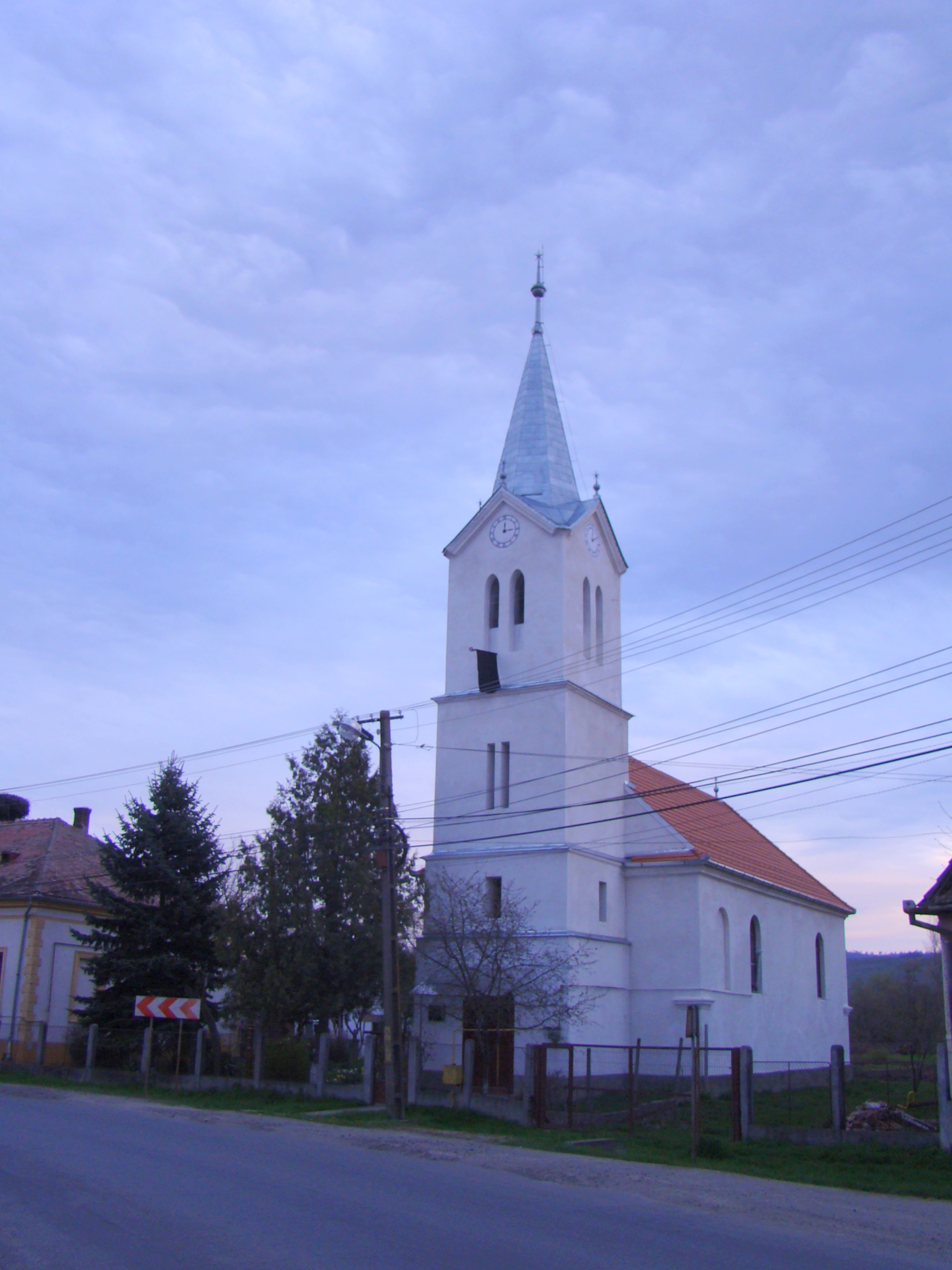
Biserica reformată
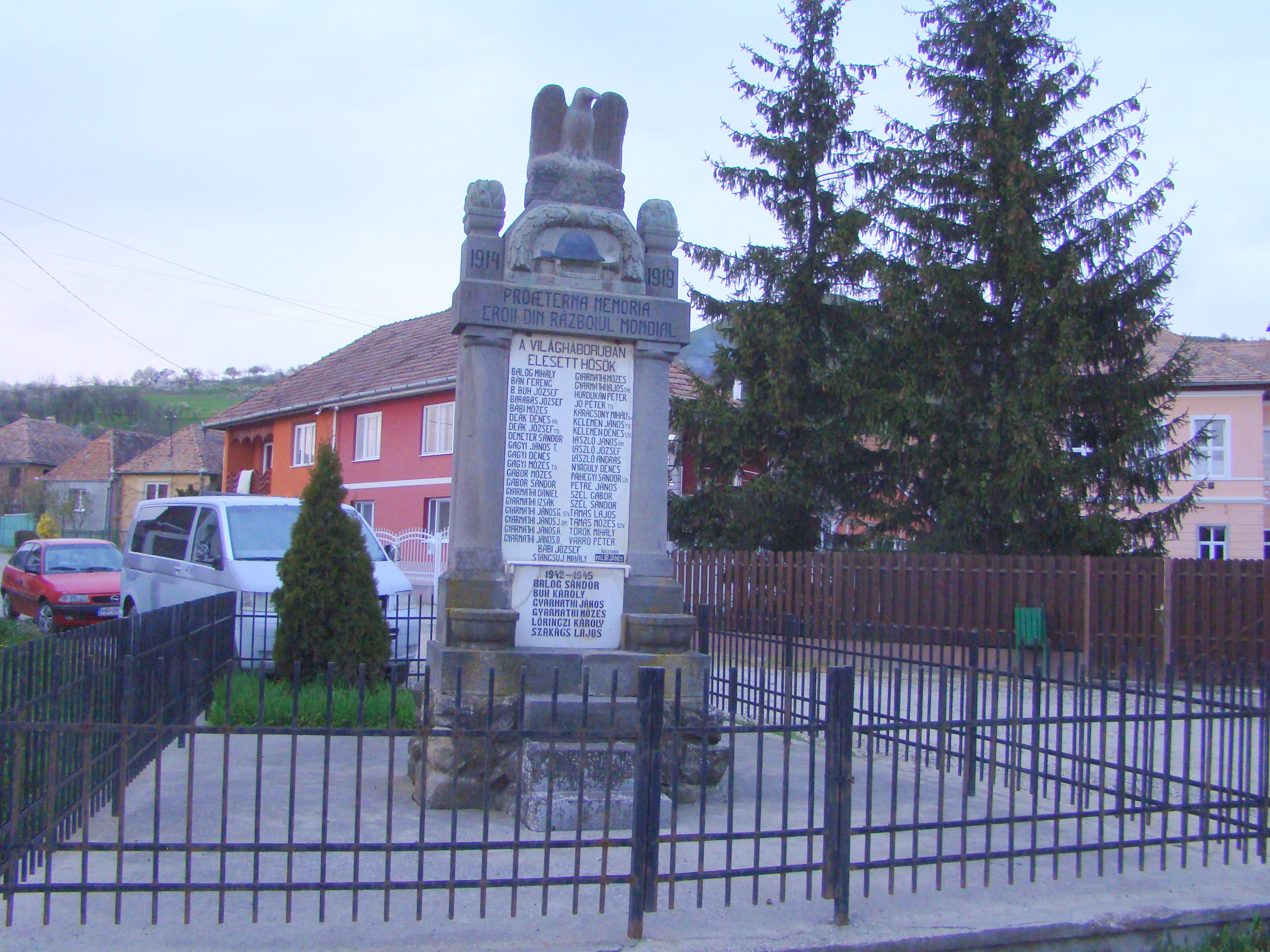
Monumentul eroilor
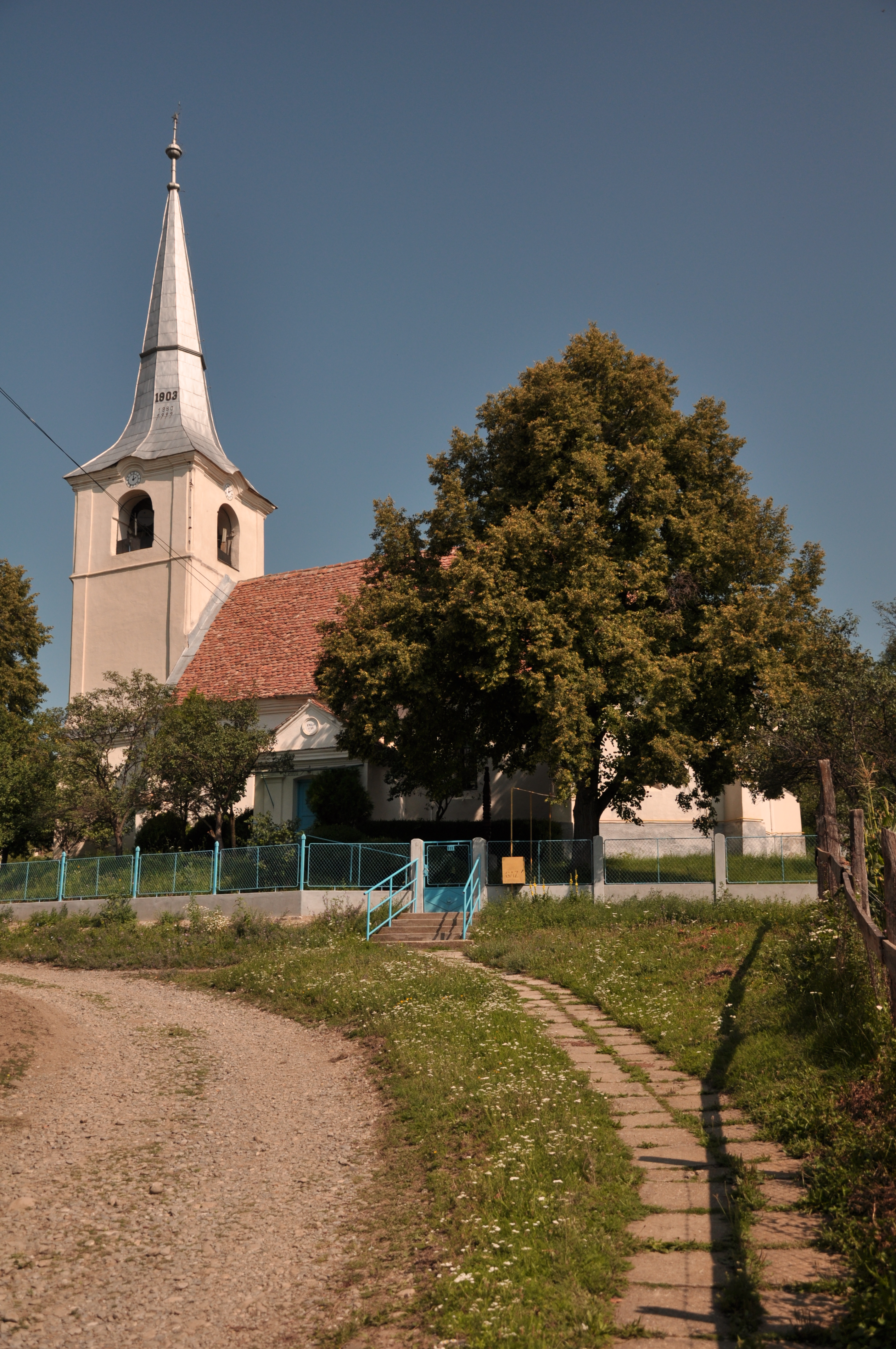
Biserica unitariană (monument istoric)
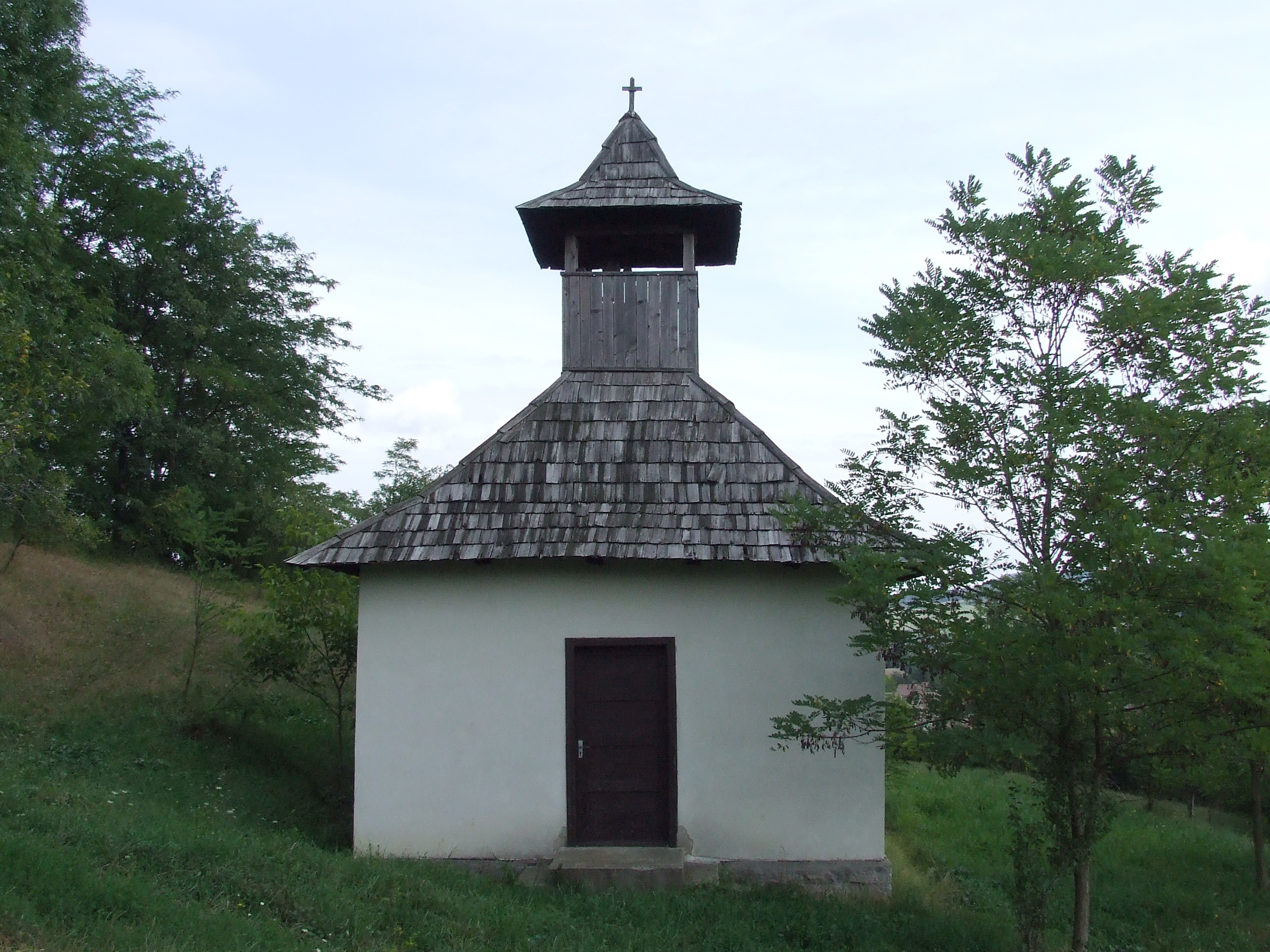
Biserica de lemn (monument istoric)
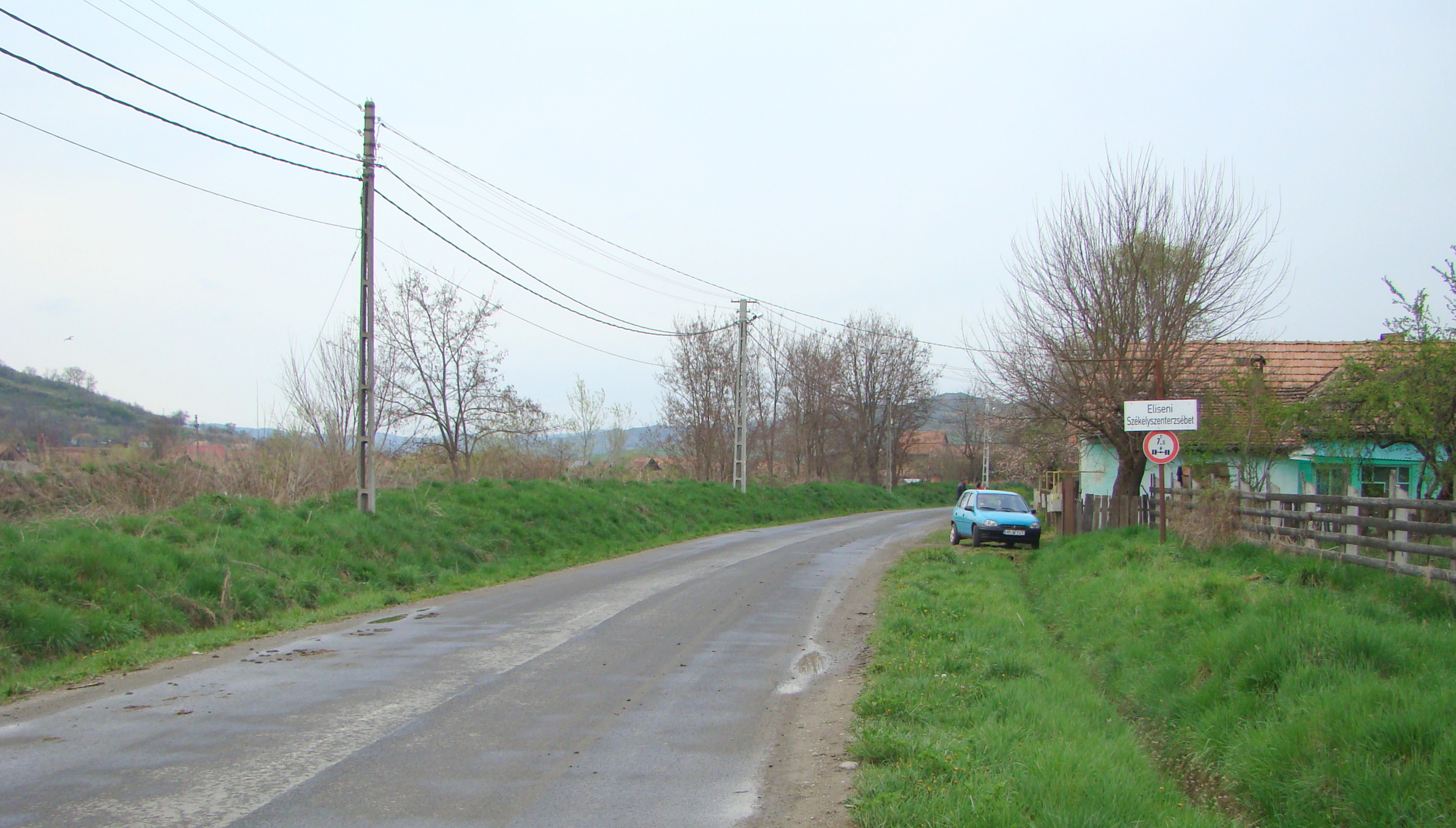
Intrarea în satul Eliseni
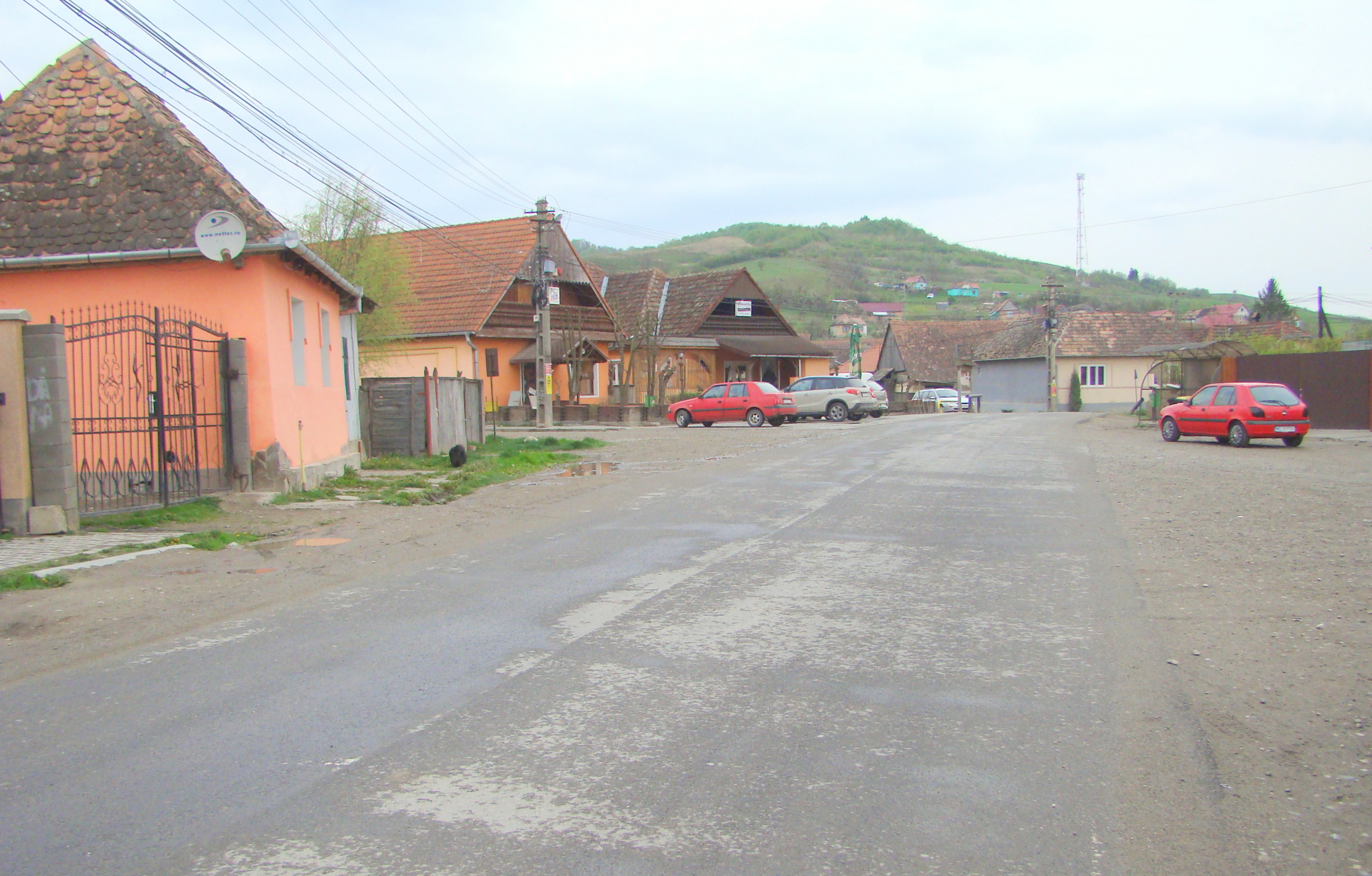
Eliseni
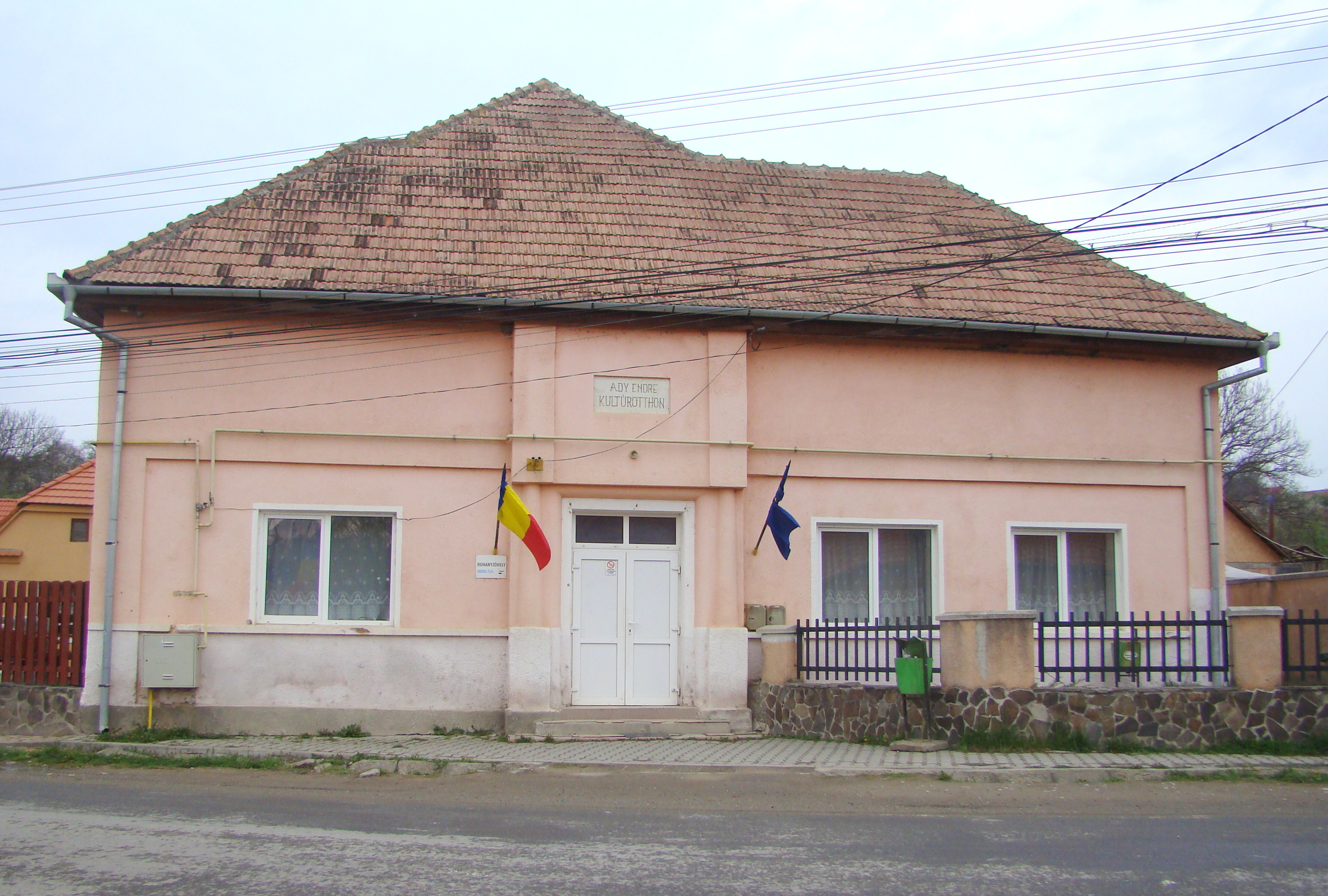
Căminul cultural
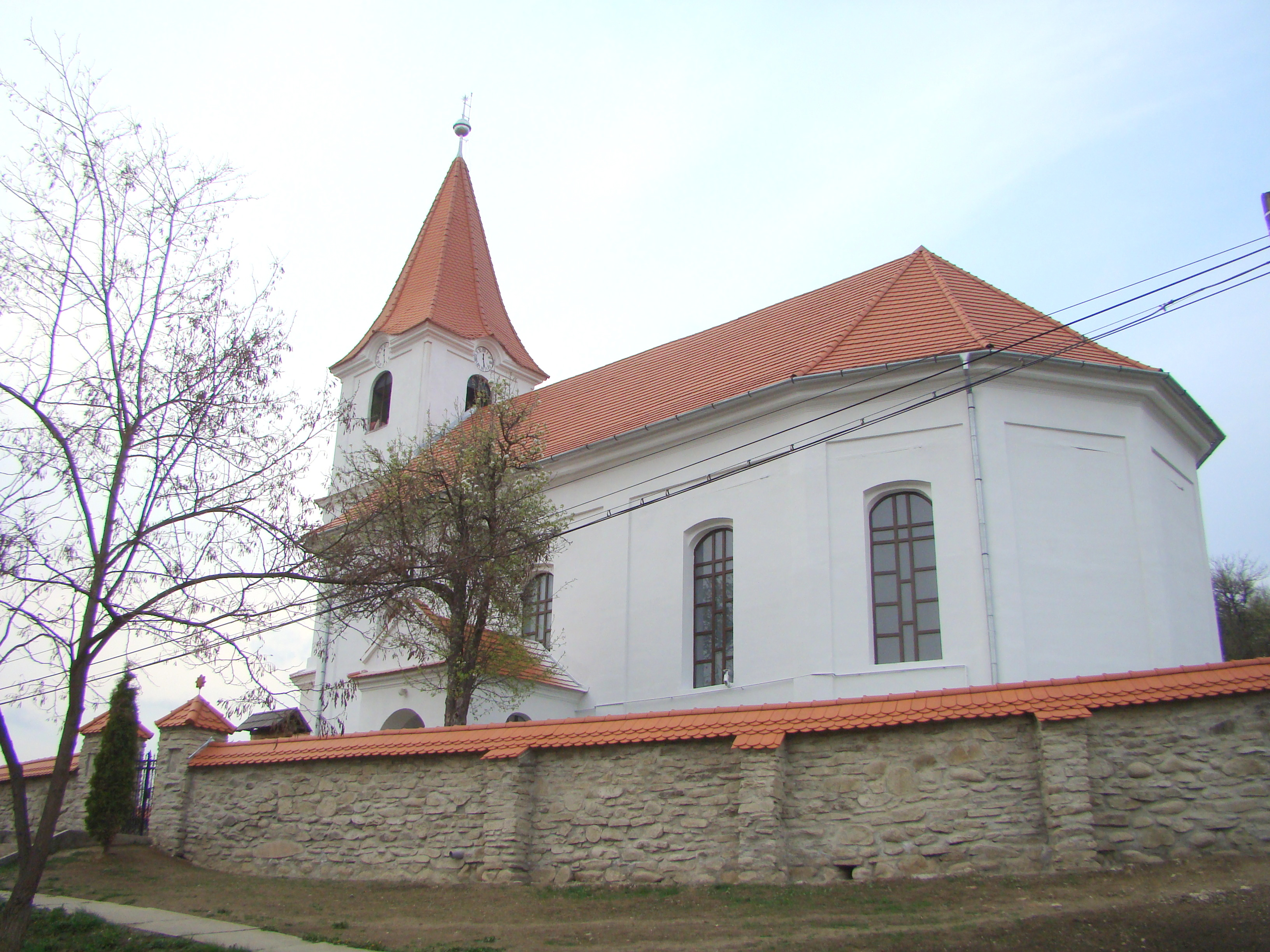
Biserica reformată
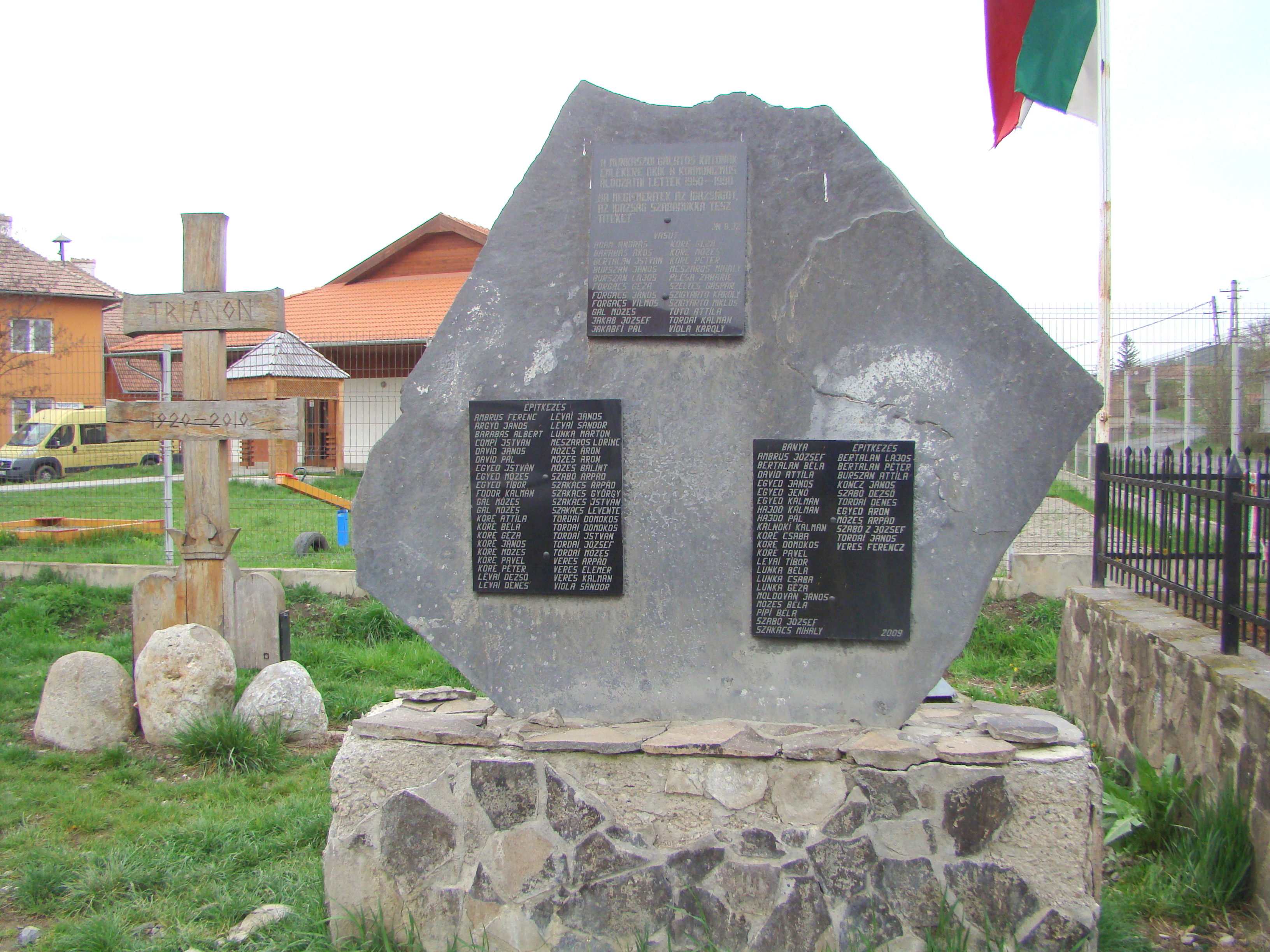
Monumentul eroilor